# Gustav von Struensee
Gustav von Struensee, właśc. Gustav (Karl) Otto von Struensee (ur. 13 grudnia 1803 w Greifenberg in Pommern, zm. 29 września 1875 r. we Wrocławiu) – niemiecki, wyższy urzędnik państwowy i powieściopisarz (wydawał książki pod artystycznym pseudonimem – Gustav vom See).

## Życie
Gustav von Struensee był synem Karla Georga Philippa von Struensee i jego żony Friederike z domu Laurenz. Jego ojciec był starostą powiatu Greifenberg i. Pom., później komendantem policji w Kolonii. W latach 1823–1926 studiował prawo na uniwersytetach: w Bonn i Berlinie. W 1831 r. zawarł związek małżeński z Josephine Imhoffą, córką katolickiego księgarza z Kolonii. Pracował jako urzędnik w Koblencji i Arnsbergu, a od 1847 r. we Wrocławiu jako starszy radca rejencji. Brał aktywny udział w pracach parlamentarnych pruskiego Landtagu, z grupy niemieckich liberałów (1863). W 1866 r. G. Struensee odszedł na emeryturę.

## Powieści
Spod jego pióra wyszły m.in.:
- Rancé (1845),
- Die Egoisten (1853),
- Vor fünfzig Jahren (1859),
- Zwei gnädige Frauen (1860),
- Herz und Welt (1862),
- Falkenrode (1870),
- Krieg und Friede (1872)
- Gänseliese (1873),
- Ideal und Wirklichkeit (1875) i inne.

Pisarz zdobył uznanie w środowisku literackim. Wśród wiernych czytelników znajdowali się również: cesarzowa Augusta oraz książę Sachsen-Coburg i Gothy – Ernst II.

### Opracowania
- Jeep E., Struensee, Gustav von. [w]: Allgemeine Deutsche Biographie (ADB), Bd. 36, Duncker & Humblot, ss. 645–647, Leipzig 1893.

### Opracowania online
- Gustav vom See [w]: eLexikon, Meyers Konversations-Lexikon (niem.), Bd. 15, s. 15.397 (1888), [data dostępu 2011-07-25].
- Gustav vom See (3) [w]: eLexikon, Meyers Konversations-Lexikon (niem.), Bd. 7, s. 7.945 (1888), [data dostępu 2011-07-25].